# Селчіуа-де-Сус
Селчіуа-де-Сус (рум. Sălciua de Sus) — село у повіті Алба в Румунії. Входить до складу комуни Селчіуа.
Село розташоване на відстані 302 км на північний захід від Бухареста, 37 км на північ від Алба-Юлії, 45 км на південь від Клуж-Напоки.

## Населення
За даними перепису населення 2002 року у селі проживали 585 осіб, з них 582 особи (99,5%) румунів. Рідною мовою 584 особи (99,8%) назвали румунську.